# 山名康郎
山名 康郎（やまな やすろう、1925年12月15日 - 2015年6月18日）は、昭和・平成期の歌人。北海道南富良野町生まれ。北海道歌人会設立に参画。第33回日本歌人クラブ賞、第61回北海道文化賞受賞。

## 経歴
父の山名薫人も短歌雑誌・結社の『潮音』に所属した歌人である。
1925年（大正14年）12月15日、北海道上川管内南富良野町に生まれる。1940年（昭和15年）、15歳で短歌結社（雑誌）『潮音』『新墾（）』に入会。現在の札幌光星高等学校を卒業。明治大学に進学。大学在学中より特別幹部候補生として苫小牧市沼ノ端の独立旅団に入隊し、1945年（昭和20年）の第二次世界大戦終戦を迎える。
戦後は1948年（昭和23年）、北海道新聞社に入社。記者として勤めるかたわら、太田水穂の妻・四賀光子に師事。1954年（昭和29年）、短歌界の結社制度に疑問を抱いて『潮音』『新墾』を脱退し、中城ふみ子ら北海道内の若手とともに同人誌『凍土』を創刊した。また、「青年歌人会議」に参加していた縁から、尾崎左永子とも交流が深かった。同年には、北海道歌人会の創設に川村涛人、芥子沢新之介、相良義重、中山周三、宮崎芳男、村田豊雄、宮田益子、山下秀之助、小田観螢らとともに呼びかけ人として参加、のち1988年（昭和63年）には代表に就任した。昭和30年代以降は前衛短歌運動に反発して作歌を中断するが、1973年（昭和48年）に復帰。歌誌『花林』代表、北海道歌人会代表などを歴任。1985年（昭和60年）には『潮音』選者、1986年（昭和61年）から1997年（平成9年）まで北海道新聞短歌欄の選者を担当した。また、1967年（昭和42）年の北海道文学館の設立以来、理事、顧問を歴任している。2006年（平成18年）、歌集『冬の骨』で第33回日本歌人クラブ賞受賞。2007年（平成19年）、北海道文化団体協議会芸術賞受賞。2009年（平成21年）、第61回北海道文化賞（文学）を受賞。
2015年（平成27年）6月18日、前立腺がんのため死去。89歳没。

## 著作リスト

### 歌集
- 『歌集 冬の旗』 雁書館、1985年
- 『歌集 冬の風』 短歌新聞社、1993年
- 『山名康郎集 : 自解150歌選』 東京四季出版〈自解・現代短歌シリーズ〉、2001年7月
- 『歌集 冬の骨』 短歌新聞社、2005年1月
- 『冬韻集 : 山名康郎歌集』 短歌新聞社〈新現代歌人叢書〉、2006年1月
- 『冬華集 : 山名康郎歌集』 角川書店〈21世紀歌人シリーズ〉、2007年7月

### 評論
- 『中城ふみ子の歌 : 華麗なるエゴイズムの花』 短歌新聞社、2000年8月
- 『齋藤史 : 不死鳥の歌人』 東京四季出版、2004年4月